# Arturo Parisi

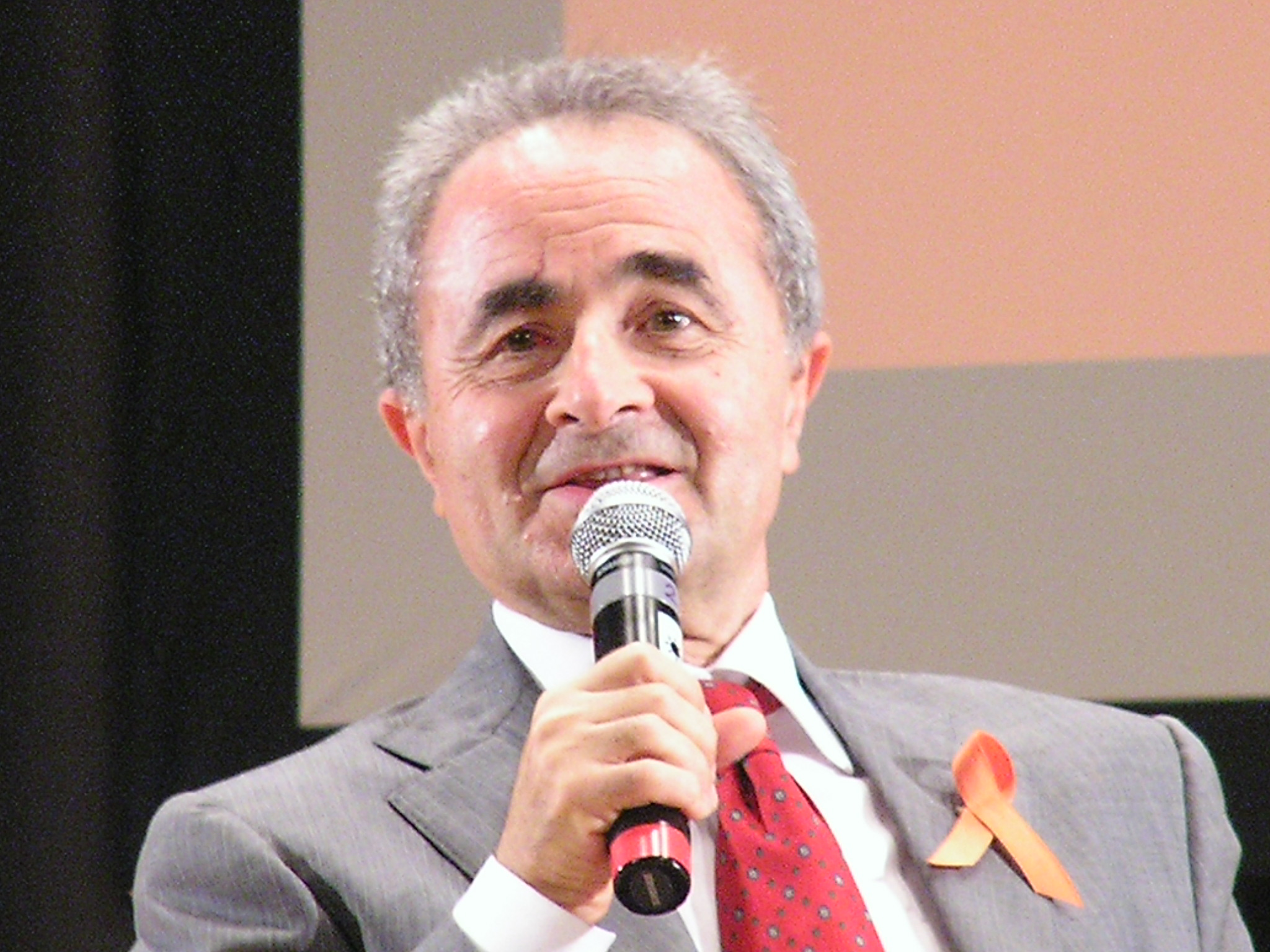
Arturo Parisi

Arturo Mario Luigi Parisi (* 13. September 1940 in San Mango Piemonte, Provinz Salerno) ist ein italienischer Politiker des Partito Democratico (PD). Von Mai 2006 bis Mai 2008 amtierte er im zweiten Kabinett Prodi als italienischer Verteidigungsminister.

## Politische und akademische Karriere
Arturo Parisi wuchs in Sassari (Sardinien) auf, wohin die Familie aufgrund der Anstellung seines Vaters als Inspekteur der Staatlichen Forstbehörde gezogen war. Kurz nach dem Ende des Zweiten Weltkriegs starb sein Vater an den Folgen von Verletzungen, die er im Dienst erlitten hatte. 1955 zog Parisi in seine Heimatregion Kampanien zurück, wo er die letzten drei Jahre seiner humanistischen Gymnasialausbildung an der neapolitanischen Scuola Militare Nunziatella absolvierte. Von 1958 bis 1968 schloss er an der Universität Sassari sein Jurastudium ab, u. a. bei dem Rechtsprofessor und späteren Staatspräsidenten Francesco Cossiga. Zudem engagierte er sich von 1963 bis 1968 in führenden Positionen der Katholischen Aktion auf nationaler Ebene und stand so unter dem prägenden Einfluss von deren damaligem Vorsitzenden Vittorio Bachelet. Er wurde in den Vorstand des internationalen Verbandes der Katholischen Jugend gewählt.
Nach dem Beginn seiner akademischen Karriere als wissenschaftlicher Assistent für Statistik verließ er 1968 die Universität Sassari und lehrte zunächst Kirchenrecht und Kirchengeschichte in Parma und Florenz. Ab 1971 war er an der Universität Bologna tätig, wo er in den 1980er-Jahren als ordentlicher Professor für Politische Soziologie habilitierte. Ab Ende der 1980er-Jahre leitete er für mehr als zehn Jahre das sozialwissenschaftliche Istituto Cattaneo und die von diesem herausgegebene Zeitschrift Il Mulino. Gleichzeitig war er Präsident der Italienischen Gesellschaft für Wahlforschung (Società italiana degli Studi elettorali) und beteiligte sich 1987–1988 an der Expertenkommission zur Ausarbeitung des Regierungsprogramms sowie am parlamentarischen Untersuchungsausschuss zum Terrorismus in Italien (Commissione Stragi).
Gemeinsam mit Mario Segni gehörte er Anfang der 1990er-Jahre zu den Initiatoren einer Bewegung für institutionelle Reformen. Als politischer Berater und Freund von Romano Prodi war er 1995 maßgeblich an der Bildung des Wahlbündnisses L’Ulivo beteiligt und wurde im ersten Kabinett Prodi Staatssekretär beim Ministerpräsidenten. Im Februar 1999 gründete er mit Prodi I Democratici, eine Vorläuferpartei der späteren Democrazia è Libertà – La Margherita, und übernahm wenige Monate später deren Vorsitz. Nach Prodis Wechsel in das Amt des EU-Kommissionspräsidenten gewann er in einer Nachwahl im November 1999 dessen Wahlkreis in Bologna und wurde Mitglied der Abgeordnetenkammer. In der 2001 gebildeten Partei La Margherita übernahm er den Vorsitz des Vereinigungskongresses und war einer der namhaftesten Initiatoren der Vorwahlen (primarie) zur Aufstellung des Kandidaten für das Amt des Ministerpräsidenten innerhalb des Mitte-links-Bündnisses. Die organisatorischen Bestimmungen für solche Vorwahlen, die seitdem auch zur Besetzung anderer wichtiger Parteiämter abgehalten werden, gehen im Wesentlichen auf Arturo Parisi zurück.
Nach dem Wahlsieg des Mitte-links-Lagers wurde Parisi am 17. Mai 2006 zum Verteidigungsminister ernannt. In dieser Funktion war er vor allem für den im Dezember 2006 vollzogenen Rückzug der italienischen Truppen aus dem Irak verantwortlich. Im Rahmen des Fusionsprozesses mehrerer Regierungsparteien zum Partito Democratico unterstützte er 2007 die Kandidatur von Rosy Bindi für den Parteivorsitz.